# Patagonotothen guntheri
Patagonotothen guntheri (Norman, 1937) es un pez óseo de la familia Nototheniidae. Sus nombres comunes son trama patagónica, nototénido de aleta amarilla, róbalo, nototénido, trama y olde. Habitan en la costa, en el sector sublitoral superior, donde es frecuente observar especímenes de 10 a 18 cm de longitud. Alcanzan como máximo 26,5 cm de longitud (Reyes & Hüne 2012).

## Distribución
La especie es conocida en el sector austral de la plataforma continental de Argentina, en el banco Burdwood y en las islas Malvinas. En Chile la especie ha sido encontrada en Puerto del Hambre, estrecho de Magallanes (53°53'S). También es conocida en la Antártica, particularmente en la isla Georgia del Sur (54°18′S y 36°45′W) y en las islas Aurora (o Shag Rocks) (53°33′S y 42°02′W). La distribución en profundidad de la especie se extiende entre los 20 y los 320 m, aunque es posible hallarla hasta los 470 m (Reyes & Hüne 2012).

## Historia natural
Su dieta es principalmente pelágica. Para alimentarse los especímenes migran desde el fondo marino, donde permanecen durante las noches, hacia aguas superficiales durante el día (pero sin alcanzar la superficie). En aguas antárticas la dieta de los peces menores a 14 cm se compone preferentemente de copépodos (con predominio de Rhincalanus gigas), en cambio, la dieta de los peces mayores a 14 cm se compone preferentemente de anfípodos pelágicos (con predominio de Themisto gaudichaudii) y krill antártico (Euphausia superba). Su alimentación también cambia según la disponibilidad de luz, ya que es un depredador visual; por ejemplo, el krill antártico es bioluminiscente (produce luz), por lo cual la trama patagónica puede capturarlo de día y de noche ya que siempre lo puede ver. En cambio, el anfípodo pelágico Themisto gaudichaudii carece de fotóforos (órganos generadores de luz), por lo tanto la trama patagónica solo puede capturarlo de día y no de noche, cuando no lo ve.</ref>

Entre sus presas se encuentran 17 especies de copépodos (Copepoda), 25 especies de anfípodos (Amphipoda), 5 especies de krill o eufáusidos (Euphausiacea), cirripedios (Cirripedia), decápodos (Decapoda), misidáceos (Mysidacea), ostrácodos (Ostracoda), isópodos (Isopoda), moluscos (Mollusca) bivalvos y gastrópodos, gusanos poliquetos (Polychaeta), ofiuros (Ophiuroidea), salpas (Salpidae) y peces, entre los que figuran otras especies de nototénidos (Lepidonotothen larseni), peces linterna (Myctophidae), huevos y larvas de peces e incluso peces de la misma especie (P. guntheri). En aguas patagónicas se ha visto que la dieta de la especie es muy especializada, básicamente zooplanctónica,donde resultan particularmente importantes los co- pépodos (Copepoda), los quetognatos (Chaetognatha) y el krill (Euphausiacea). Secundariamente se alimentan de bentos; entre sus presas habituales se encuentran anémonas (Actiniaria), pulgas de mar (Amphipoda), ofiuros (Ophiuroidea) y algunos peces juveniles de su mismo género (Patagonotothen sp.). Además, se ha visto que los ejemplares de la especie suelen concentrarse en zonas donde las flotas pesqueras capturan calamares (Loligo gahi), donde aprovechan de consumir el descarte de los barcos factoría que llega hasta el fondo marino y que puede constituir hasta el 20% de su alimentación total.
Los depredadores naturales de la especie son el bacalao de profundidad (Dissostichus eleginoides), el albatros de ceja negra (Thalassarche melanophrys), el albatros de cabeza gris (Thalassarche chrysostoma) y la fardela negra grande (Procellaria aequinoctialis). Los ejemplares observados en la Patagonia chilena, particularmente en el estrecho de Magallanes, presentan conductas pasivas ante el encuentro con los buzos. Los autores lo hemos podido observar a profundidades cercanas a los 20 m, posados sobre fondos rocosos o nadando tranquilamente alrededor de bosques de grandes algas (Macrocystis pyrifera). El crecimiento de la especie es lento. Se estima que la madurez sexual la alcanzan entre los 3 a 4 primeros años de vida, cuando miden entre 8,5 y 9,5 cm de longitud, extendiéndose su vida reproductiva por aproximadamente 10 años. La reproducción se produce entre los meses de invierno (julio a agosto). En la isla antártica de Georgia del Sur se ha visto que las hembras desovan pequeños óvulos que 1,0 a 1,2 mm de diámetro, las larvas, de 32 a 35 mm de longitud, permanecen en el plancton durante un periodo indeterminado. En los canales y fiordos de la región de Magallanes (50 a 53°S) las larvas de nototénidos (Notothenia sp.) se encuentran en el plancton durante la primavera (Reyes & Hüne 2012).

## Usos
La especie fue explotada comercialmente en aguas antárticas, donde las capturas llegaron a 36.000 ton en 1980 – 1981. Sin embargo, su pesquería fue cerrada en 1990 por la Convención para la Conservación de los Recursos Vivos Marinos Antárticos (CCRVMA). En Chile no existen antecedentes de captura ni estadísticas oficiales de pesca para esta especie (Reyes & Hüne 2012).

## Estado de conservación
En Chile la especie no posee categoría de conservación oficial (Reyes & Hüne 2012), mientras que a nivel global la especie no está incluida en la Lista Roja de la Unión Internacional para la Conservación de la Naturaleza (UICN).